# HMS Plover (M26)
HMS Plover (M26) là một tàu rải mìn duyên hải của Hải quân Hoàng gia Anh Quốc được chế tạo vào giữa những năm 1930. Nó đã thả trên 15.000 quả thủy lôi (mìn) trong Chiến tranh Thế giới thứ hai; và tiếp tục được sử dụng sau chiến tranh cho đến khi bị tháo dỡ vào năm 1969.

## Thiết kế và chế tạo
Plover có trọng lượng choán nước tiểu chuẩn 805 tấn Anh (818 t), và lên đến 1.020 tấn Anh (1.040 t) khi đầy tải. Nó có chiều dài chung 195 foot (59,4 m), mạn thuyền rộng 33 foot 9 inch (10,3 m) và mớn nước sâu 10 foot (3,0 m). Con tàu được vận hành bởi hai động cơ hơi nước ba buồng bành trướng đặt dọc, dẫn động hai trục chân vịt và có công suất tổng cộng 1.400 ihp (1.000 kW), cho phép đạt tốc độ tối đa 14,75 kn (27,32 km/h). Hơi nước được cung cấp cho động cơ từ hai nồi hơi ống nước; và Plover có thể mang theo tối đa 116 tấn Anh (118 t) dầu đốt. Thủy thủ đoàn đầy đủ của nó bao gồm 69 sĩ qua và thủy thủ.
Con tàu thoạt tiên được trang bị hai súng máy 0,303 in (7,7 mm), nhưng sau khi chiến tranh nổ ra nó được bổ sung một khẩu 12-pounder 3 in (76 mm) nòng đơn phía sau cùng một khẩu pháo tự động Oerlikon 20 mm phòng không phía trước. Nguyên Plover còn có thiết bị tháo dỡ mìn, nhưng việc tháo bỏ những công cụ này giúp gia tăng lượng thủy lôi mang theo từ 80 lên 100 quả trong Thế Chiến II. Vào một lúc nào đó trong chiến tranh, nó được trang bị radar cảnh báo không trung Kiểu 286.

## Lịch sử hoạt động
Plover được dự định để thực hiện các thử nghiệm về thủy lôi, nên được trang bị để có thể thu hồi lẫn thả mìn. Trong Chiến tranh Thế giới thứ hai nó đã thả tổng cộng 15.237 quả mìn, bao gồm hai quả vốn đã đánh chìm tàu khu trục Đức Z8 Bruno Heinemann ngoài khơi bờ biển nước Bỉ vào tháng 12 năm 1942.
Vào gần cuối chiến tranh, tàu ngầm U-boat Đức U-325 trúng phải một quả mìn thuộc bãi mìn B3-P1 cách 17 kilômét (11 mi) về phía Nam Lizard Point, ở tọa độ 49°48′17″B 5°12′23″T / 49,804717°B 5,206383°T do Plover rải vào sáng ngày 30 tháng 4 năm 1945. Từ 08 giờ 14 phút đến 08 giờ 42 phút, nó đã thả 100 quả mìn Mk XVII/XVII(8) dọc trên một hành trình dài 5,3 kilômét (3,3 mi) theo hướng 283,5° từ tọa độ 49°48′01″B 5°10′25″T / 49,800396°B 5,173708°T.
Con tàu được giữ lại để tiếp tục phục vụ sau khi chiến tranh kết thúc cho đến khi nó được bán cho hãng T. W. Ward vào năm 1969 để tháo dỡ. Plover được cho kéo đến ụ tàu của hãng ở Inverkeithing, Scotland vào tháng 4 năm 1969 để bắt đầu tháo dỡ.